# 阪堺電気軌道
阪堺電気軌道株式会社（はんかいでんききどう、英: Hankai Tramway Co., Ltd.）は、大阪市内と堺市内で2路線の路面電車を運行している会社。南海電気鉄道の完全子会社であり、南海グループに属する。本社は大阪府大阪市住吉区清水丘三丁目14番72号にある。
コーポレート・スローガンは「暮らしがある。未来がある。ずっと息づく軌道がある。」。
通称「阪堺電車」「阪堺電軌」。地元の人は「チン電」と呼ぶこともある。なお阪堺電鉄（通称：「新阪堺」で大阪市電阪堺線の前身。1944年公営化、1968年廃線）とは別の会社である。

## 歴史

### 大阪馬車鉄道から浪速電車軌道へ
- 1895年（明治28年）10月5日 荻田利兵衛ほか26名が発起人となり、初代・大阪鉄道天王寺停車場（現在のJR西日本天王寺駅）から住吉大社や天下茶屋遊園（現在の大阪市阿倍野区橋本町付近にかつて存在した遊園地）への旅客誘引を主たる目的に、大阪府東成郡天王寺村大字天王寺字長者ヶ崎（現在の大阪市阿倍野区松崎町一丁目付近） - 大阪府東成郡天王寺村大字阿部野字南阪田（現在の大阪市阿倍野区晴明通付近） - 大阪府西成郡勝間村（現在の大阪市西成区玉出東一丁目付近）間に馬車鉄道敷設を出願。
- 1896年（明治29年）
  - 8月16日 荻田利兵衛ほか26名が発起人となり、大阪府東成郡天王寺村大字阿部野字南阪田 - 大阪府東成郡住吉村（現在の大阪市住吉区住吉2丁目付近）間および大阪府東成郡天王寺村大字天王寺字長者ヶ崎 - 大阪府東成郡天王寺村字六万体（現在の大阪市天王寺区四天王寺一丁目付近）間の馬車鉄道延長敷設出願。
  - 9月15日 荻田利兵衛らに大阪府東成郡天王寺村大字天王寺字長者ヶ崎 - 大阪府西成郡勝間村間の敷設特許状が下付される。
- 1897年（明治30年）
  -  5月26日 大阪馬車鉄道株式会社が設立され、初代取締役社長に土居通夫が、役員に出水弥太郎をはじめとする大阪、河内の有力者や大地主らが就任。資本金5万円。現在の阪堺電気軌道上町線および後の大阪市電天王寺阿倍野線（1968年12月18日廃止）の起源。
  - 10月26日 臨時株主総会において、動力を馬力から電気に変更することが決議される。
- （この間）
  - 政府に電気鉄道変更願を出願。
  - 政府からの「工事着手延長出願ノ件詮議及ビ難シ」の指令を受け、やむなく電化変更願を取り下げる。
- 1898年（明治31年）3月20日 馬車鉄道の起工式を行う。
- （この間） 路線の電化から路線の拡充に方針を転換し、以下の3線の敷設を出願[注釈 1]。
  - 第一東西線 大阪市東区平野町（現在の大阪市中央区平野町） - 大阪市南区難波（現在の大阪市中央区難波） - 大阪市西区八幡屋新田（現在の大阪市港区八幡屋付近）間3.6マイル(5.79 km)
  - 第一東西線 大阪市東区上本町二丁目（現在の大阪市中央区上本町二丁目） - 大阪市西区松島花園町（現在の大阪市西区 九条新道交差点付近）間2.5マイル(4.02 km)
  - 南北線 大阪市南区難波 - 大阪市南区湊町（現在の大阪市浪速区湊町一丁目） - 北区梅田停車場（現在の大阪駅）間3マイル(4.83 km)
- 1900年（明治33年）
  - 9月20日 大阪馬車鉄道が天王寺村字長者ヶ崎（現在の天王寺駅前交差点付近） - 八弘社[注釈 2]（現在の阿倍野） - 阿倍野（現在の東天下茶屋）間1.05マイル(1.7 km)を開業。旅客運賃を 長者ヶ崎- 八弘社間および八弘社 - 阿倍野間をそれぞれ1区間とし、1区2銭、2区3銭（開業後しばらくは半額）とする。旅客営業時間を午前6時から午後8時までとする。
  - 11月29日 天下茶屋 - 上住吉（現在の神ノ木）間延伸開業。
- 1902年（明治35年）12月27日 上住吉 - 下住吉（現在の住吉）間延伸開業。
- 1903年（明治36年） 天王寺 - 阿倍野間の開業からわずか1か月後の1900年10月26日に開業した南海鉄道天王寺支線天王寺 - 天下茶屋間2.4 km（1993年4月1日全線廃止）による影響の拡大から明治36年度上半期決算で初めて赤字に転落。以降、明治39年度下半期決算まで8期連続赤字となる。
- （この間） 阿倍野 - 勝間村（天下茶屋）間の支線敷設の出願を取り下げる。
- 1906年（明治39年）11月1日 天王寺 - 下住吉間の電化を内務大臣に申請。
- 1907年（明治40年）
  - 2月 天王寺 - 下住吉間の電化が内務大臣から認可される。
  - 3月29日 商号を大阪電車鉄道株式会社に変更し、資本金を50万円に増額。浅野総一郎や前島密が株主となり、浅野総一郎がその筆頭株主となる。
  - 10月29日 商号を浪速電車軌道株式会社に変更。
  - 11月 大阪市と軌道および車両の共用契約を締結。
- 1908年（明治41年）1月31日 天王寺 - 下住吉間の馬車鉄道による旅客営業を廃止し、路線の1067mmから1435mmへの改軌および電化・複線化工事に着手。
- 1909年（明治42年）3月 電動客車20両を新造。
- （この間）
  - 下住吉から大阪府堺市方面への路線の延伸を出願し、南海鉄道を慌てさせる[注釈 3]。
  - 南海鉄道との合併交渉を開始。
  - 阪堺鉄道（南海鉄道の前身）の創業者、藤田伝三郎の仲介で南海鉄道との合併交渉が成立。

### 阪南電気軌道
- （明治の終わり頃） 大阪府西成郡今宮村字今池（現在の今池停留場）から大阪府東成郡平野郷町（現在の大阪市平野区平野本町一丁目付近）に至る3.48マイルの軌道敷設が計画される。
- 1912年（大正元年）
  - 大阪府西成郡今宮村字今池から大阪府東成郡平野郷町に至る3.48マイル軌道敷設が出願される。
  - 大阪府西成郡今宮村字今池から大阪府東成郡平野郷町に至る3.48マイルの軌道特許状ならびに命令書が下付される。
- 1913年（大正2年）
  - 2月14日 阪南電気軌道株式会社が設立され、社長に片岡直輝が就任。資本金60万円。片岡社長以下全役員も阪堺電気軌道と同一の同社の姉妹会社。後の南海電気鉄道平野線（1980年11月28日廃止）の起源。
  - 工事施行認可され、今池 - 平野間5.9kmの工事着手。

### 初代・阪堺電気軌道
- 1907年（明治40年）4月20日 片岡直輝、大林芳五郎、奥繁三郎らが「大阪市南区恵美須西二丁目（現在の大阪市浪速区恵美須西二丁目）ニ起リ紀州街道ニ沿ヒ天下茶屋、住吉、堺ヲ経テ大阪府泉北郡浜寺村（現在の堺市西区浜寺公園町三丁）ニ達スル電気鉄道」の敷設を申請。
- 1909年（明治42年）12月28日 片岡直輝、大林芳五郎、奥繁三郎らに恵美須町 - 宿院 - 浜寺間の路線の敷設および宿院 - 大浜公園間の支線敷設特許状が下付される。
- 1910年（明治43年）3月8日 阪堺電気軌道株式会社が設立され、社長に片岡直輝が就任。資本金300万円。現在の阪堺電気軌道阪堺線および後の南海電気鉄道大浜支線の起源。
- 1911年（明治44年）
  - 11月 鉄道院（現在の国土交通省）の仲介で、阪堺電気軌道が競合路線となる南海鉄道と運賃協定を締結。この協定に基づき、路線開業後の旅客運賃を恵美須町 - 今池間、今池 - 勝間（現在の東玉出）間、勝間 - 住吉鳥居前間、奥ノ天神 - 大和川間、大和川 - 少林寺橋（現在の御陵前）間、少林寺橋 - 船尾間、船尾 - 浜寺公園間をそれぞれ1区間とする7区間制、1区間につき2銭と決定。
  - 12月1日 恵美須町 - 市之町（現在の大小路）間開業。堺発電所、堺変電所、玉出変電所を新設。電動客車52両を新造。
  - 12月 堺市より大浜公園および堺水族館の運営を受託[3]。
- 1912年（明治45年）
  - 3月5日 市之町 - 少林寺橋（現在の御陵前）間延伸開業。
  - 4月1日 少林寺橋 - 浜寺（現在の浜寺駅前）間延伸開業。大浜支線 宿院 - 大浜水族館前間開業。
  - 6月1日 大浜公園内に大浜公会堂を開業。
- 1912年（大正元年）
  - 8月26日 大浜支線 大浜水族館前 - 大浜海岸間延伸開業。
  - 11月30日 浜寺 - 浜寺終点間0.2km延伸開業。
- 1913年（大正2年）
  - 1月2日 大浜公園内に大浜汐湯を開業。
  - 7月16日 阪南電気鉄道株式会社を合併し、今池 - 平野間の軌道敷設事業を継承するとともに、資本金を360万円に増額。
- 1914年（大正3年）
  - 2月14日 電力供給事業および電灯事業を開始。
  - 4月26日 平野支線 今池 - 平野間5.9km開業。
- 1915年（大正4年）4月 阪堺電気軌道と南海鉄道との乗車券の共通取扱が開始される。

### 南海鉄道
- 1909年（明治42年）12月24日 浪速電気軌道株式会社が南海鉄道株式会社と合併。南海鉄道が浪速電車軌道から改軌および電化・複線化工事中の天王寺西門前 - 下住吉間の路線が大阪市電と連結することから上町連絡線として継承するとともに、電動客車20両を継承。
- 1910年（明治43年）
  - 9月 大阪市との軌道共用契約により、電動客車30両を新造。
  - （不明）上町連絡線 天王寺 - 住吉神社前（現在の住吉）間の改軌および電化・複線化工事が完成。
  - 10月1日 上町連絡線 天王寺 - 住吉神社前間開業。
  - 11月 上町連絡線の旅客運賃を1区につき3銭に改定。
- 1911年（明治44年）
  - 1月29日 大阪市との軌道共用契約に基づき、上町連絡線の大阪市電上本町線（1968年12月18日廃止） 天王寺西門前 - 上本町二丁目間および大阪市電玉造線（1961年11月1日廃止） 上本町二丁目 - 谷町六丁目間への直通運転を開始。
  - 8月20日 上町連絡線の大阪市電への乗り入れ区間を延長し、大阪市電谷町線（1944年6月1日廃止） 谷町六丁目 - 天満橋南詰間への直通運転を開始。
  - 12月21日 上町連絡線 天王寺 - 住吉神社前間と南海本線 難波 - 住吉公園（現在の住吉大社）間との選択乗車の取扱を開始。
- 1912年（明治45年）
  - 1月12日 大阪市電の運賃均一制の実施のため、上町連絡線の大阪市電への乗り入れ契約を解除。
  - 2月13日 上町連絡線の大阪市電上本町線 天王寺西門前 - 上本町二丁目間、大阪市電玉造線 上本町二丁目 - 谷町六丁目間、大阪市電谷町線 谷町六丁目 - 天満橋南詰間への直通運転を廃止。上町連絡線が大阪市電と連結する役目を終え、上町線と改称。
- 1913年（大正2年）7月2日 上町線 住吉神社前 - 住吉公園間延伸開業。上町線住吉公園駅が南海線住吉公園駅に併設され、南海線との連絡駅となる。
- 1915年（大正4年）6月21日 阪堺電気軌道株式会社の路線と電灯事業および電力事業を継承する形で同社を合併。恵美須町 - 浜寺終点間の路線は南海鉄道の阪堺線に、平野支線 今池 - 平野間は従来の支線から独立路線に昇格して平野線となり、大浜支線 宿院 - 大浜海岸間は従来通り支線のまま阪堺線に属する大浜支線となる。
- 1916年（大正5年）12月22日 阪堺線 浜寺 - 浜寺終点間0.2km休止。
- 1917年（大正6年）3月15日 阪堺線 浜寺 - 浜寺終点間0.2km廃止。現在の阪堺電気軌道阪堺線の路線が形成される。
- 1921年（大正10年）12月24日 上町線 天王寺 - 公園東門間を大阪市へ譲渡。
- 1922年（大正11年）11月3日 阪堺線と平野線に路面電車では日本初となる電灯色三位式自動閉塞信号機を導入。
- 1923年（大正12年） 天王寺土地建物株式会社からの駅施設の寄付により、平野線 苗代田 - 股ヶ池間に文ノ里駅が開業。
- 1924年（大正13年）
  - 2月 電動客車101形20両を新造。
  - 6月 敷地面積7647.74坪に及ぶ大和川電車車庫（現在の我孫子道車庫）を新設。
  - 10月 阪神急行電鉄の宝塚少女歌劇に倣い、大浜公会堂での大浜少女歌劇の公演を開始。
- 1927年（昭和2年）
  - 3月9日 電動客車151形10両を新造。
  - 8月 大和川2号踏切道に初めて踏切警報装置を設置。
- 1928年（昭和3年）
  - 12月21日 電動客車161形10両を新造。
  - 汐湯本館沿いに演劇場を新設し、本格的な少女歌劇の公演を開始。
- 1929年（昭和4年）
  - 9月21日 阿倍野斎場前交差点（現在の阿倍野交差点）経由での上町線と平野線との直通運転を開始。
  - 12月8日 平野線で2両連結運転を開始。
- 1930年（昭和5年）4月1日 旅客運賃を上町線3区間、阪堺線7区間、平野線2区間、1区4銭、2区8銭、3区以上1区につき3銭加算に改定。
- 1931年（昭和6年）1月12日 電動客車161形6両を新造。
- 1934年（昭和9年）9月21日 室戸台風による甚大な被害を受ける。
- 1935年（昭和10年）
  - 7月14日 堺勧業祭祝賀花電車を運行（20日まで）
  - 8月10日 平野線に中野変電所を新設。
  - 木造小型ボギー車の鋼体化改造工事および前照灯のアーク灯から白熱灯への変更工事を開始。
- 1937年（昭和12年）8月 今宮工場を廃止し、大和川電車庫へ移転。
- 1939年（昭和14年）
  - 5月25日 大浜汐湯の演劇場が焼失。
  - 9月 阪堺線の南霞町（現在の新今宮駅前）駅舎および阪堺線 南霞町駅から大阪市営地下鉄1号線（現在の御堂筋線） 動物園前駅への連絡通路新設工事が竣工。
- 1940年（昭和15年）
  - 3月 上町線 帝塚山三丁目 - 神ノ木間に帝塚山四丁目駅が開業。
  - 大浜汐湯の演劇場を再開。
  - 4月 大阪市電との連絡運輸（10銭連絡）を開始。
- 1942年（昭和17年）
  - 2月15日 平野線 中野 - 平野間に西平野駅が開業。
  - 4月1日 旅客運賃を上町線2区間、阪堺線6区間、平野線2区間、1区につき5銭に改定。
  - 10月11日 午前・午後の呼称を廃止し、24時間制を採用。
- 1943年（昭和18年）6月15日 大阪市電との連絡運輸を廃止。
- 1944年（昭和19年）
  - 2月11日 大浜汐湯閉鎖。
  - 4月1日 旅客運賃を上町線1区間、阪堺線4区間、平野線1区間、1区につき10銭に改定。
  - 4月 大和川工場（現在の大和川車両区）を新設。

### 近畿日本鉄道
- 1944年（昭和19年）
  - 6月1日 陸上交通事業調整法の交通調整により、南海鉄道株式会社と関西急行鉄道株式会社が合併し、近畿日本鉄道株式会社が発足。上町線、阪堺線、平野線、大浜支線はその天王寺営業局の所属となる[注釈 4]。
  - 鉄・軌道の輸送事業の戦時体制への移行に伴い、大浜の汐湯や少女歌劇の閉鎖を余儀なくされる。
- 1945年（昭和20年）
  - 2月10日 大浜支線 大浜北町 - 大浜海岸間休止。
  - 2月20日 数多くの鉄軌道従業員の戦地への召集による人員不足から、女子乗務員を採用。
  - 4月1日 旅客運賃を上町線2区、阪堺線5区、平野線2区、1区につき10銭に改定するとともにその区境を変更。
  - 3月13日深夜から翌14日未明にかけての第1回大阪大空襲から7月10日の堺大空襲（第6回大阪大空襲）にかけての度重なる空襲によって大和川車庫がその被害を受け、多くの車両が焼失したほか、上町線、阪堺線、平野線、大浜支線の各駅および線路もその被害を受けるなど、戦災による甚大な被害を受ける。
- 1946年（昭和21年）
  - 3月1日 旅客運賃を上町線2区間、阪堺線6区間、平野線3区間、1区につき20銭に改定するとともに、その区境駅を変更。
- 1947年（昭和22年）
  - 3月1日 旅客運賃を上町線2区間、阪堺線5区間、平野線3区間、1区50銭、2区60銭、3区以上1区につき30銭に改定するとともに、その区境駅を変更。

### 南海電気鉄道
- 1947年（昭和22年）
  - 3月15日 高野下 - 極楽橋間の鉄道線と極楽橋 - 高野山間の鋼索線を経営していた高野山電気鉄道株式会社が商号を南海電気鉄道株式会社に変更。法人としては、現在の南海電気鉄道株式会社の直接の前身にあたる。
  - 6月1日 近畿日本鉄道株式会社が旧南海鉄道株式会社に属していた鉄・軌道事業ならびに付帯事業の一切を南海電気鉄道株式会社に譲渡。上町線、阪堺線、平野線、大浜支線は同社の軌道線となる。
  - 7月1日 浜寺公園が進駐軍に接収され、海水浴場の位置を変更。
  - 旅客運賃を1区1円50銭、2区2円50銭、3区4円、4区5円、5区6円50銭、6区7円50銭、7区9円、8区10円に改定。
- 1948年（昭和23年）
  - 5月18日 暫定値上げとして、旅客運賃を1区2円50銭、2区4円50銭、3区7円、4区9円、5区11円、6区13円、7区16円、8区18円に改定。
  - 7月18日 旅客運賃を1区6円、2区11円、3区15円、4区18円、5区20円、6区22円、7区24円、8区24円に改定。
  - 10月1日 区境駅を上町線2区、阪堺線5区、平野線3区に変更。
- 1949年（昭和24年）
  - 1月10日 車両の集電装置をトロリーポールからビューゲルに変更。
  - 3月3日 大浜支線 宿院 - 大浜北町間休止。
  - 7月25日 大浜水族館の堺市からの受託経営を開始。
  - 8月12日 戦災車両4両を復旧。
- 1950年（昭和25年）
  - 8月15日 旅客運賃を1区につき5円に改定。地帯定期旅客運賃制を制定し、大阪市内、堺市内などの一定の区域を自由に利用できる定期乗車券の発売を開始。
- 1951年（昭和26年）
  - 11月1日 区境駅を阪堺線4区、上町線2区、平野線2区に変更し、旅客運賃を1区につき10円に改定。
  - この年の旅客数が年間約26万人をピークに減少し始める。
- 1952年（昭和27年）
  - 1月22日 阪堺線 宿院駅の駅舎の使用を開始。
  - 4月30日 大浜水族館を堺市へ返還。
- 1953年（昭和28年）
  - 1月15日 区境駅を阪堺線5区、上町線2区、平野線2区に変更し、旅客運賃を1区につき10円に改定するとともに、阪堺線 恵美須町 - 東玉出間と阿倍野経由 上町線 天王寺駅前 - 平野線 平野間に特定旅客運賃区間を制定し、2区20円を15円とする。
  - 7月3日 浜寺公園海岸の接収が解除され、海水浴場を元の位置に復活。
- 1954年（昭和29年）
  - 4月11日 阿倍野経由 上町線 天王寺駅前 - 平野線 平野間の直通運転を再開。
  - 10月 女子乗務員を廃止。
- 1955年（昭和30年）
  - 6月 住吉交差点の改良工事が竣工。
  - 7月16日 住吉経由 上町線 天王寺駅前 - 阪堺線 浜寺駅前間の直通運転を開始。
- 1956年（昭和31年）
  - 10月 堺市市中心部の紀州街道（現在の大道筋）の拡幅工事に伴い、阪堺線 綾ノ町 - 御陵前間2.5kmの軌道移設工事を開始。
  - 11月5日 旅客運賃を1区15円、2区20円、3区以上は1区につき10円加算に改定。
- 1957年（昭和32年）
  - 10月29日 阪堺線 綾ノ町 - 御陵前間2.5kmを道路中央へ移設。
  - 12月 電動客車501形5両を新造。
- 1960年（昭和35年）
  - 3月30日 堺市内の少林寺橋拡幅工事が完了し、堺市内での一連の軌道移設工事が竣工。
  - 6月 平野線での2両連結運転を中止。
- 1961年（昭和36年）
  - 11月1日 南海電気鉄道株式会社が和歌山電気軌道株式会社を合併し、貴志川線をのぞく海南線、新町線、和歌浦支線を和歌山軌道線としたことに伴い、阪堺線、上町線、平野線の軌道3線が大阪軌道線となる。
- 1962年（昭和37年）
  - 6月 電動客車351形2両を新造。
  - 10月3日 駅制を廃止。出・改札の廃止、踏切の自動化など、大幅な人員削減を始める。軌道運輸事務所を新設し、上町運輸区（後の住吉公園運輸区）、阪堺運輸区（後の我孫子道運輸区）、平野運輸区を設置。
  - 11月1日 区境駅を阪堺線5区、上町線2区、平野線2区に変更し、旅客運賃を1区15円、2区25円（特定運賃区間）、3区40円、4区以上1区につき10円加算に改定。
- 1963年（昭和38年）
  - 12月 電動客車351形3両を新造。
- 1966年（昭和41年）
  - 1月20日 区境駅を阪堺線5区、上町線2区、平野線2区に変更し、1区20円、2区から5区まで1区につき15円加算、6区以上1区につき10円加算に改定。
  - この年、日曜祝日ダイヤを制定。
- 1967年（昭和42年）
  - 2月 大阪市交通局から電動客車1601形10両を購入し、121形への改造工事を開始。
  - 4月23日 最後の木造電動客車101形のさよなら運転を行う。
  - 4月 大阪市交通局から購入した1601形10両の121形への改造工事が竣工し、大阪軌道線での営業運転を開始。
- 1968年（昭和43年）10月1日 制服および制帽のデザインを変更。
- 1969年（昭和44年）10月22日 上町線 天王寺駅前停留場と大阪市営地下鉄天王寺駅との連絡階段の供用を開始。
- 1970年（昭和45年）10月5日 旅客運賃を1区30円、2区から5区まで1区につき15円加算、6区以上10円加算に改定。
- 1971年（昭和46年）1月 阪堺線 石津川橋梁を架け替える。
- 1972年
  - 6月 電動客車のビューゲルからパンタグラフへの変更を完了。
  - 10月1日 新制服を採用。
- 1973年（昭和48年）
  - 3月 1971年の都市交通審議会の答申に基づき、大阪市交通局が上町線 天王寺駅前 - 阿倍野間および平野線 阿倍野（斎場前） - 西平野間の地下に並行して、大阪市営地下鉄谷町線 天王寺 - 八尾南間10.5kmの延伸工事に着手。
  - 4月16日 住吉経由 上町線 天王寺駅前 - 阪堺線 浜寺駅前間の直通運転を中止。阪堺線での7.5分毎の運転および上町線と平野線5分毎での運転を実施。
- 1974年（昭和49年）
  - 7月20日 区境駅を我孫子道停留場として大阪市内または堺市内1回乗車を1区間、大阪市内・堺市市内相互間および今池、住吉、我孫子道、阿倍野の乗り換え指定停留場での乗り換えを2区間に変更し、旅客運賃を1区間40円、2区間60円に改定。軌道線と鉄道線との共通運賃を廃止。
  - 10月19日 第1回堺まつりの開催に伴い、花電車を運転（第5回まで）。
- 1975年（昭和50年）
  - 9月13日 廃車となった電動客車101形の台車「ブリル77E-1」をアメリカ合衆国カリフォルニア州のカリフォルニア鉄道博物館へ譲渡。
  - 10月14日 商品名を出さない企業のイメージ広告で車体の広告を開始。車体全体にオレンジ・グリーン・ブルーの3種類の塗色で、それぞれに白い雲が描かれた雲電車（立石電機〈現在のOMRON〉の広告）が登場。
  - 12月13日 旅客運賃を1区間60円、2区間100円に改定。
- 1976年（昭和51年）
  - 4月1日 旅客運賃を1区間70円、2区間100円に改定。
  - 7月1日 雲電車32両をワンマンカーに改造し、上町線の運転系統でワンマン運転を開始。普通乗車券の発売を廃止し、従来のツーマン車を料金箱制に変更。
  - 8月30日 電動客車205形212号車を賢明学院幼稚園（大阪府堺市）へ譲渡。
- 1977年（昭和52年）
  - 7月1日 職員乗車証を社員証と改称。
  - 9月17日 上町線において車内CM放送を開始。
- 1978年（昭和53年）
  - 2月10日 上町線 天王寺駅前停留場に屋根を新設。
  - 3月15日 定価360円の「黄金の日々」を訪ねるフリー乗車券を発売。
  - 10月9日 京都市交通局から電動客車1800形6両を購入し、251形への改造工事を開始。
  - 南海電気鉄道が軌道線部門の別会社への分離と平野線の廃止を決定。
  - 11月26日 平野線 今池 - 平野間の軌道敷地を平野線 飛田 - 阿倍野（斎場前館）間の大阪市西成区と阿倍野区との区界付近から西平野まで区間に並行して大阪松原線（現在の阪神高速14号松原線の一部区間） 山王（現在の阿倍野入口） - 松原（現在の松原JCT間）間11.2kmの建設を行っていた阪神高速道路公団（現在の阪神高速道路株式会社）に10年間の使用貸借契約を付帯条件付きで売却。
- 1979年（昭和54年）
  - 1月8日 旅客運賃を1区間100円、2区間140円に改定。
  - 10月1日 阪堺線でワンマン運転を開始。
  - 10月 京都市交通局から購入した電動客車1800形6両の251形への改造工事が竣工し、営業運転を開始。
  - ワンマン化に不向きな小型車の電動客車205形を廃線が決まっている平野線の専用車両とする。
- 1980年（昭和55年）
  - 8月21日 南海電気鉄道が廃止日を大阪市営地下鉄谷町線の天王寺 - 八尾南間の延伸開業後とする平野線 今池 - 平野間5.9kmの旅客営業の廃止を建設大臣と運輸大臣に許可申請。
  - 10月 「ブリル77E-1」台車2台、「SE-133A形主電動機」4台、制輪子8枚をアメリカ合衆国カリフォルニア州のカリフォルニア鉄道博物館へ譲渡。
  - 11月23日 100円券3枚セットの「平野線さよなら記念乗車券」を発売。
  - 11月27日 さよなら平野線電車を運行。平野線の運転系統 今池経由 阪堺線 恵美須町 - 平野系統および阿倍野経由 上町線 天王寺駅前 - 平野系統を終日無料開放。
  - 11月28日 平野線が、最終運行日（27日）に開業した大阪市営地下鉄谷町線の延伸に伴い廃止[4]。休止中の大浜支線も廃止。阪堺線 今池 - 松田町間に今船停留場開業。

### 2代目・阪堺電気軌道
- 1980年（昭和55年）
  - 7月7日 阪堺電気軌道株式会社設立。
  - 12月1日 南海電気鉄道株式会社が上町線と阪堺線の軌道事業を阪堺電気軌道株式会社に営業譲渡[4]。
  - 12月 100円券5枚セットの阪堺電気軌道株式会社発足記念乗車券を発売。
  - 全車両に優先座席を設置。
- 1981年（昭和56年）
  - 3月 南海電気鉄道平野線 文ノ里停留場跡に平野線の歴史や停留場の沿革を記した記念碑を建立。
  - （この間）廃車となった電動客車205形223号車を鴨高田神社（大阪府東大阪市）に譲渡。
  - 6月1日 上町線、阪堺線の旅客案内放送にCMを採用し、放送を開始。
  - 平野線廃止記念レール・トロリー文鎮を製作。
  - 7月23日 廃車となった電動客車205形226号車・237号車を四恩学園（大阪市天王寺区）に譲渡。
  - 8月1日 旅客運賃を1回乗車120円、乗り換え・両市直通180円に改定。
  - 9月1日 阪堺清水丘駐車場を開設。
  - 12月2日 阪堺線開通70周年記念乗車券を発売。
  - 12月8日 阪堺線 南霞町停留場に阪堺霞町ショップを開業。
- 1982年（昭和57年）
  - 3月6日 上町線 東天下茶屋停留場での乗車券類の発売を中止。
  - 4月20日 阪堺線 恵美須町停留場構内に商業施設を開業。
  - 5月 上町線 東天下茶屋停留場に晴明ヶ丘ショップを開業。
  - 阪堺線 綾ノ町停留場上りホームおよび宿院、御陵前の各停留場ホームに上屋を設置。
  - 7月1日 松虫交差点付近における松虫通（大阪市道木津川平野線の一部）が開通したことに伴い、上町線 松虫 - 東天下茶屋間に松虫3号踏切道（第1種甲自動）を新設。
  - 10月 初めて暖房電車の運転を開始。
  - 3月16日 施設区を設置し、信号区、電路区、保線区を統合。
  - 5月17日 交通量調査を実施。
  - 7月20日 旅客誘致用パンフレット「名所・旧跡いっぱい阪堺沿線」を製作。
- 1983年（昭和58年）8月4日 旅客運賃を1回乗車140円、乗り換え・両市直通200円に改定。
- 1985年（昭和60年）
  - 7月3日 冷房車運転開始。
  - 8月1日 旅客運賃を1回乗車160円、乗り換え・両市直通230円に改定。
- 1987年（昭和62年）7月10日 電動客車モ701形営業運転開始。
- 1989年（平成元年）4月1日 旅客運賃を1回乗車180円、乗り換え・両市直通250円に改定。
- 1995年（平成7年）3月1日 旅客運賃を1回乗車200円、乗り換え・両市直通280円に改定。
- 1996年（平成8年）6月25日 電動客車モ601形営業運転開始[5]。
- 1997年（平成9年）4月1日 旅客運賃を1回乗車200円、乗り換え・両市直通290円に改定。
- 2009年（平成21年）7月4日 36年ぶりに上町線 天王寺駅前 - 阪堺線 浜寺駅前間直通運転開始[6]。阪堺線の恵美須町発着系統は恵美須町 - 我孫子道間の運行に短縮し、朝・夕ラッシュ時のみ恵美須町 - 浜寺駅前間を運行[6]。
- 2010年（平成22年）
  - 6月6日 南海グループと東京都交通局との共同キャンペーン「トーキョーサカ」の一環で、PR相互乗り入れとして阪堺・都電荒川線で互いの旧塗装車を運行[7]。
  - 11月12日 近い将来の各種乗車カード類の導入計画を進めるため、スルッとKANSAI協議会に加盟。
- 2011年（平成23年）
  - 1月15日 旅客運賃を1回乗車、乗り換え・両市直通とも200円に改定（従来の両市直通運賃との差額90円は堺市が補助）。
  - 時期不明 阪堺線開通100周年を記念してマスコットキャラクター「ちん電くん」が誕生し、着ぐるみも制作される。
- 2012年（平成24年）3月 全停留場に順次駅ナンバリングを導入（南海各線・泉北高速鉄道も同時導入）。
- 2013年（平成25年）
  - 2月2日 阪堺線恵美須町 - 浜寺駅前間直通系統を廃止[8]。
  - 8月25日 1001形「堺トラム」の運行を堺市内区間にて開始。
- 2014年（平成26年）
  - 3月1日 1001形「堺トラム」第2編成運転開始。堺トラムの大阪市内乗り入れ区間が上町線天王寺駅前停留場まで拡大され、毎日運行に。南霞町停留場の地上集札を廃止[9]。
  - 4月1日 「PiTaPa」などの交通系ICカード導入[10]。
  - 12月1日 南霞町停留場を新今宮駅前停留場に改称。
- 2015年（平成27年）
  - 2月1日 阪堺線 東湊 - 石津間に石津北停留場が開業[11]。旅客運賃を1回乗車210円、乗り換え・両市直通290円に改定、ただし堺市の補助で乗り換え・両市直通も210円[12]。
  - 8月28日 上町線 住吉 - 住吉公園間の廃止申請書を国土交通大臣に提出したと発表[13]。
- 2016年（平成28年）
  - 1月31日[13] 上町線 住吉 - 住吉公園間廃止。
  - 12月3日 上町線 天王寺駅前 - 阿倍野間の軌道を新線に変更。これに伴って営業キロ程が一部区間で変更[14][15]。
- 2020年（令和2年）
  - 2月1日 阪堺線 恵美須町停留場が旧駅舎から100メートル南に建設された新駅舎へ移設され、同時に副駅名として「通天閣前」の使用を開始。また新今宮駅前停留場にも「新世界前」の副駅名が付けられる[16][17]。
  - 3月28日 1101形 第1編成運転開始[18]。
  - 10月1日 旅客運賃を全線230円均一に改定[19]。
- 2025年（令和7年）4月1日 旅客運賃を全線240円均一に改定[20]。

## 路線

### 現有路線
- 阪堺線： 恵美須町 - 浜寺駅前 14.0 km
- 上町線： 天王寺駅前 - 住吉 4.3 km

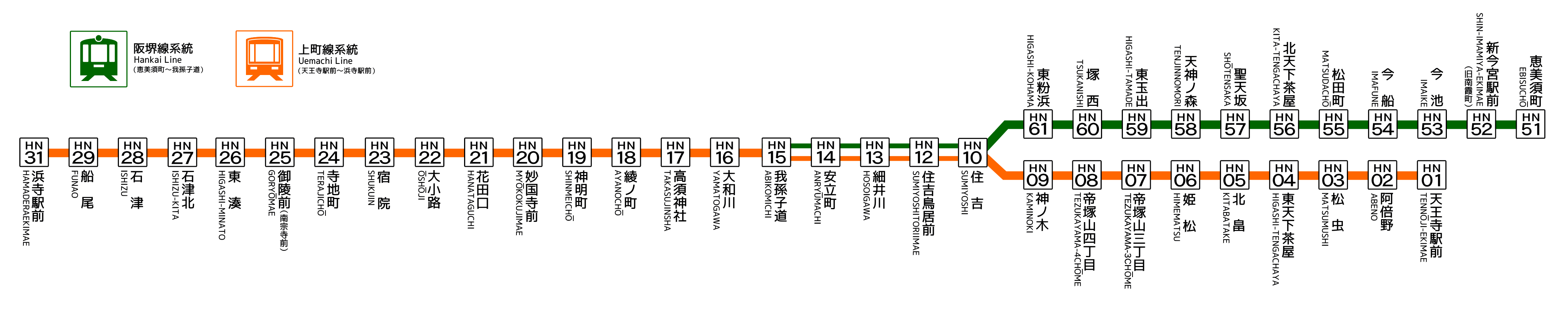
路線図

### 廃止路線・区間
- 上町線：（旧）天王寺駅前 - 天王寺駅前 0.1 km
- 上町線：住吉 - 住吉公園 0.2 km
- 阪堺線： （旧）恵美須町 - 恵美須町 0.1 km
- 平野線： 今池 - 平野 5.9 km
- 大浜支線： 宿院 - 大浜海岸 1.4 km

### 譲渡区間
- 上町線： 天王寺西門前 - （旧）天王寺駅前

### 主な運行系統
詳細は各路線の記事を参照のこと。★印は廃止系統。
- 天王寺駅前 - 浜寺駅前（上町線・阪堺線）
- 天王寺駅前 - 我孫子道（上町線・阪堺線）
- 恵美須町 - 我孫子道（阪堺線）
- 我孫子道 - 浜寺駅前（阪堺線）
- ★天王寺駅前 - 住吉公園（上町線）
- ★恵美須町 - 浜寺駅前（阪堺線）
- ★恵美須町 - 平野（阪堺線・平野線）
- ★天王寺駅前 - 平野（上町線・平野線）
- ★住吉 - 東湊（阪堺線）
- ★住吉 - 浜寺駅前（阪堺線）

## 運賃
普通旅客運賃（2025年4月1日改定）。乗り換えは住吉・我孫子道停留場で1回のみ可能で、それ以外の乗り換えは不可。ただし、住吉での乗り換えは阪堺線恵美須町停留場 - 東粉浜停留場間と上町線天王寺駅前停留場 - 神ノ木停留場間の相互利用のみ。なお、乗り換えには時間制限が設けられており、乗換券受取から1時間までである。有効時間ならびに有効区間は券面に記載されている。
| 乗車区間 | 条件 | 運賃  | 運賃  |
| 乗車区間 | 条件 | 大人  | 小児  |
| -------- | --- | ----- | ----- |
| 1区間    | 大阪市内または堺市内を 1回乗車の場合 | 240円 | 120円 |
| 2区間    | 大阪市内 - 堺市内間を連続して乗車 または住吉・我孫子道停留場で乗り換える場合                                                                            | 240円 | 120円 |
| 1・2区間 | 堺市内在住65歳以上の高齢者で 堺市内から乗車または堺市内で降車する場合、 堺市が発行する「おでかけ応援カード」の ICカードリーダーへの乗車降車時のタッチで | 100円 | -     |

- 大阪市内と堺市内の運賃境界は我孫子道停留場で、「堺市内のみ」は我孫子道停留場 - 堺市内各停留場（大和川以南）を乗車する場合にも適用される。大阪市内 - 堺市内運賃は我孫子道停留場を越えて安立町停留場以北 - 大和川停留場以南を乗車する場合に適用される。
- 阪堺線の堺市内区間の利用活性化のため、実験的施策として2006年10月1日から11月30日までの2か月間限定で大阪市内 - 堺市内間の通し運賃が290円から一律200円に値下げされ、均一運賃となっていた（差額運賃は堺市が負担する）。2011年1月15日からも一律200円、2015年2月1日からは210円に値下げされていた（同じく堺市の運賃分補助によるもの）。堺市の財政支援が2020年9月で終了し、同年10月1日に運賃も230円に値上げされたが全線均一は維持された[22]。
- 親会社の南海電気鉄道とは違って、大阪府内の鉄軌道事業者の中で唯一、スルッとKANSAI対応カード（磁気カード。2017年発売終了）は使えず、2016年に発売を終了した「スルッとKANSAI 3dayチケット」などの提示利用もできなかった。その後も発売されている訪日外国人旅行者向けの「KANSAI THRU PASS」などの提示利用もできない。
- 交通系ICカードについては、2010年11月12日にスルッとKANSAI協議会に加盟し、2014年4月1日よりPiTaPaが利用可能になった（交通系ICカード全国相互利用サービスにも対応し、ICOCA等も利用可能）[10]。ただし自社内でのICOCAカードの販売は行っておらず、ICOCAまたはPiTaPaによるIC定期も取り扱っていない（2019年2月現在）。

### フリーきっぷなど
トリップチケット
阪堺電車（阪堺線・上町線）全線乗り降り自由（大人680円・小児340円）
スマートフォンで利用するデジタル乗車券で、RYDEのアプリ「RYDE PASS」で発売している。（2025年4月12日で販売終了）
TakeTake（）きっぷ
阪堺電車（阪堺線・上町線）全線乗り降り自由（大人700円・小児350円）
堺おもてなしチケット
阪堺電車（阪堺線・上町線）全線と南海バス堺市中心部指定エリアが利用できる「阪堺拡大版」（大人800円・小児400円）、阪堺線堺市内区間（我孫子道を含む）と阪堺拡大版より広い南海バスのワイドエリアが乗り降り自由な「南海バス拡大版」（大人600円・小児300円）の2種類がある。
大阪・関西万博の期間中限定（2025年4月13日  - 同年10月13日）で、「RYDE PASS」アプリで「堺おもてなしチケット2025」として阪堺拡大版を700円でデジタル乗車券として発売している。

#### 発売終了
堺都心1日フリー乗車券
阪堺線堺市内区間（我孫子道を含む）と南海バス堺市都心部区間乗り降り自由（大人600円・小児300円）
前述の「堺おもてなしチケット」利用エリア拡大に伴い、2015年2月28日限りで発売終了。
発売当初は「そやさかい ぶらり1日乗車券」と称されていた。
堺・住吉まん福チケット
阪堺電車（阪堺線・上町線）全線と南海電車指定区間ならびに南海バス堺市内指定区間乗り降り自由（大人1,000円）
南海電車の指定席利用の場合は別途座席指定券が必要。

## 車両

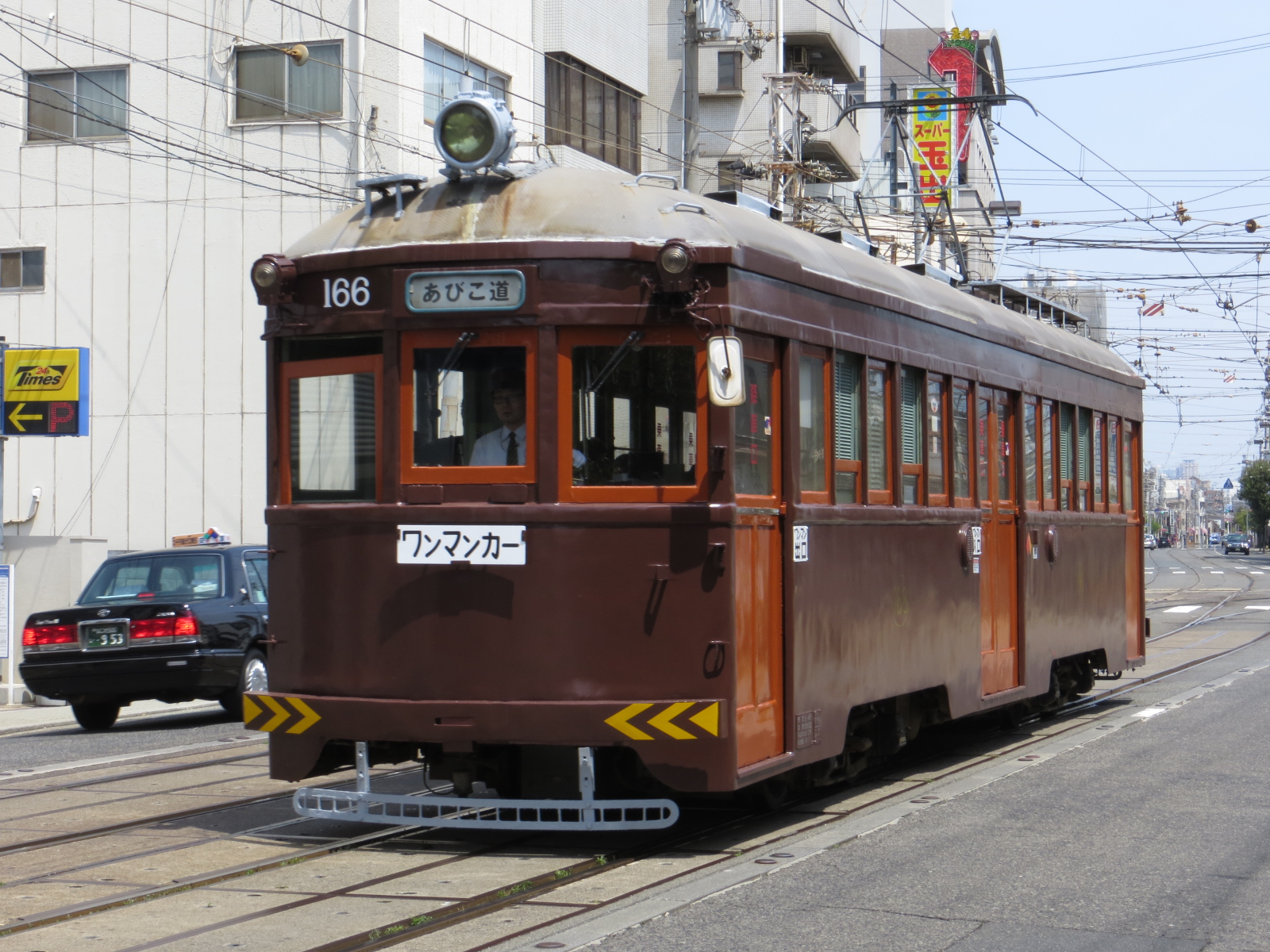
モ161形モ166

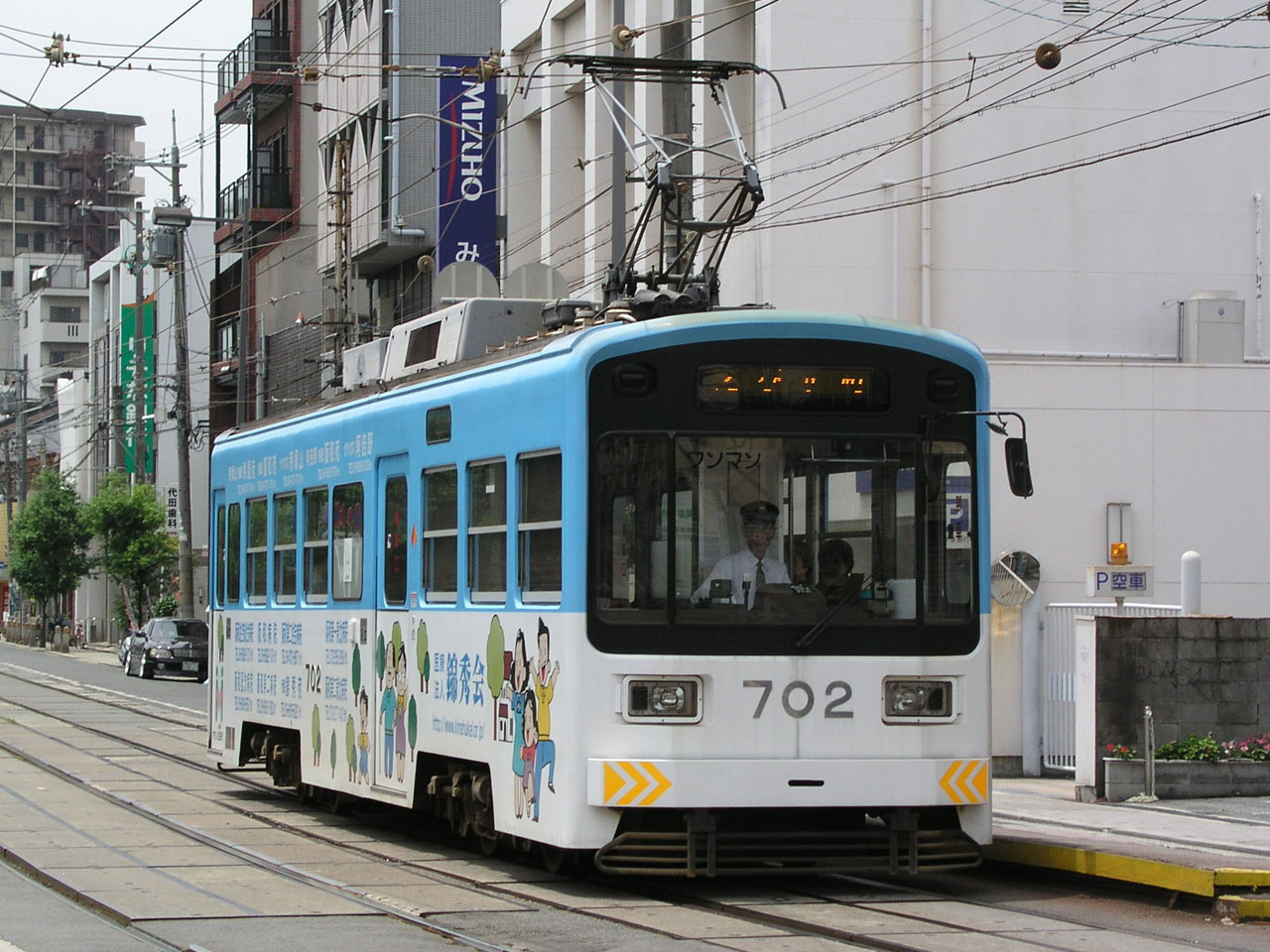
モ701形モ702（住吉駅にて）

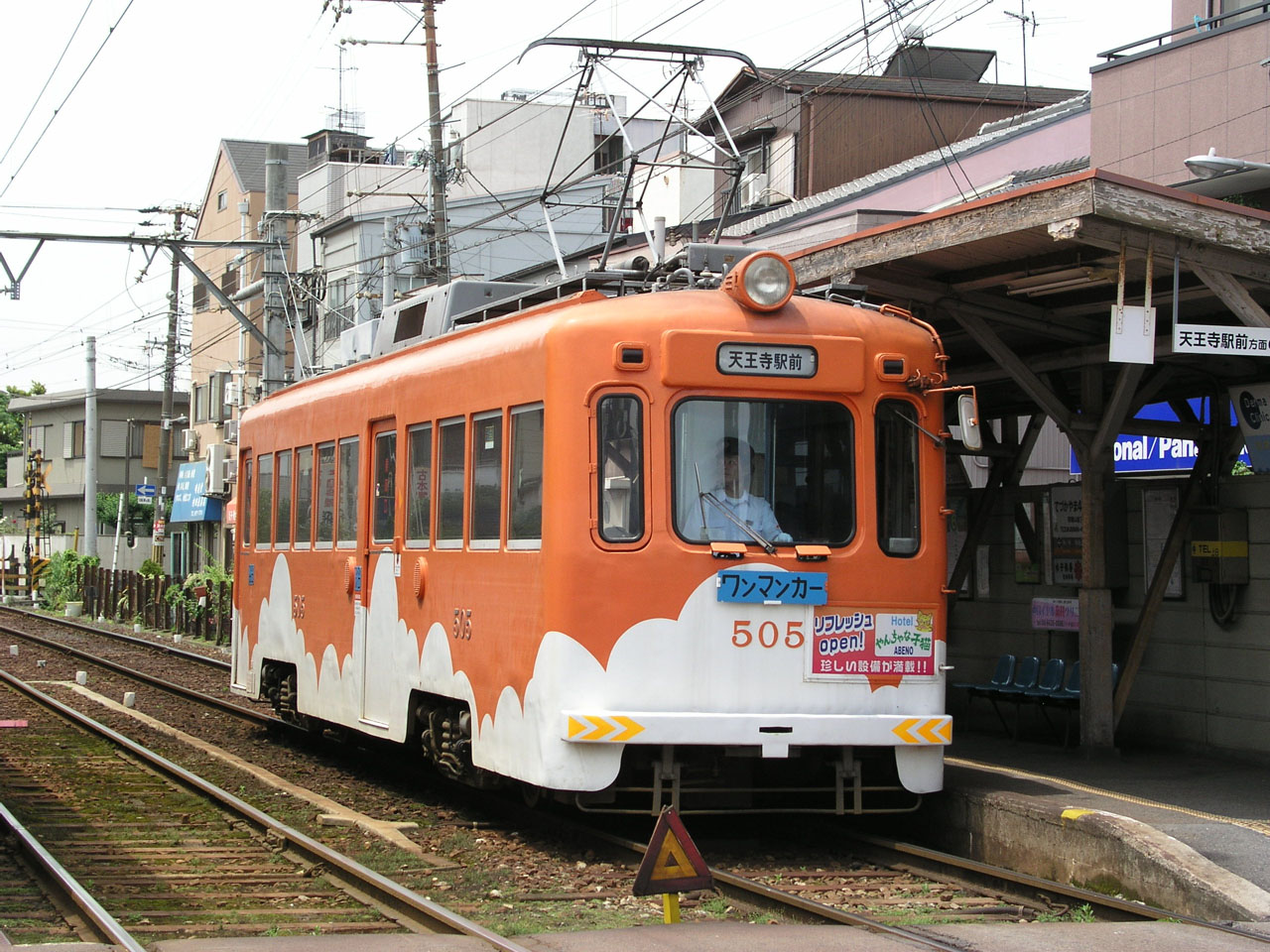
モ501形モ505（帝塚山四丁目駅にて）

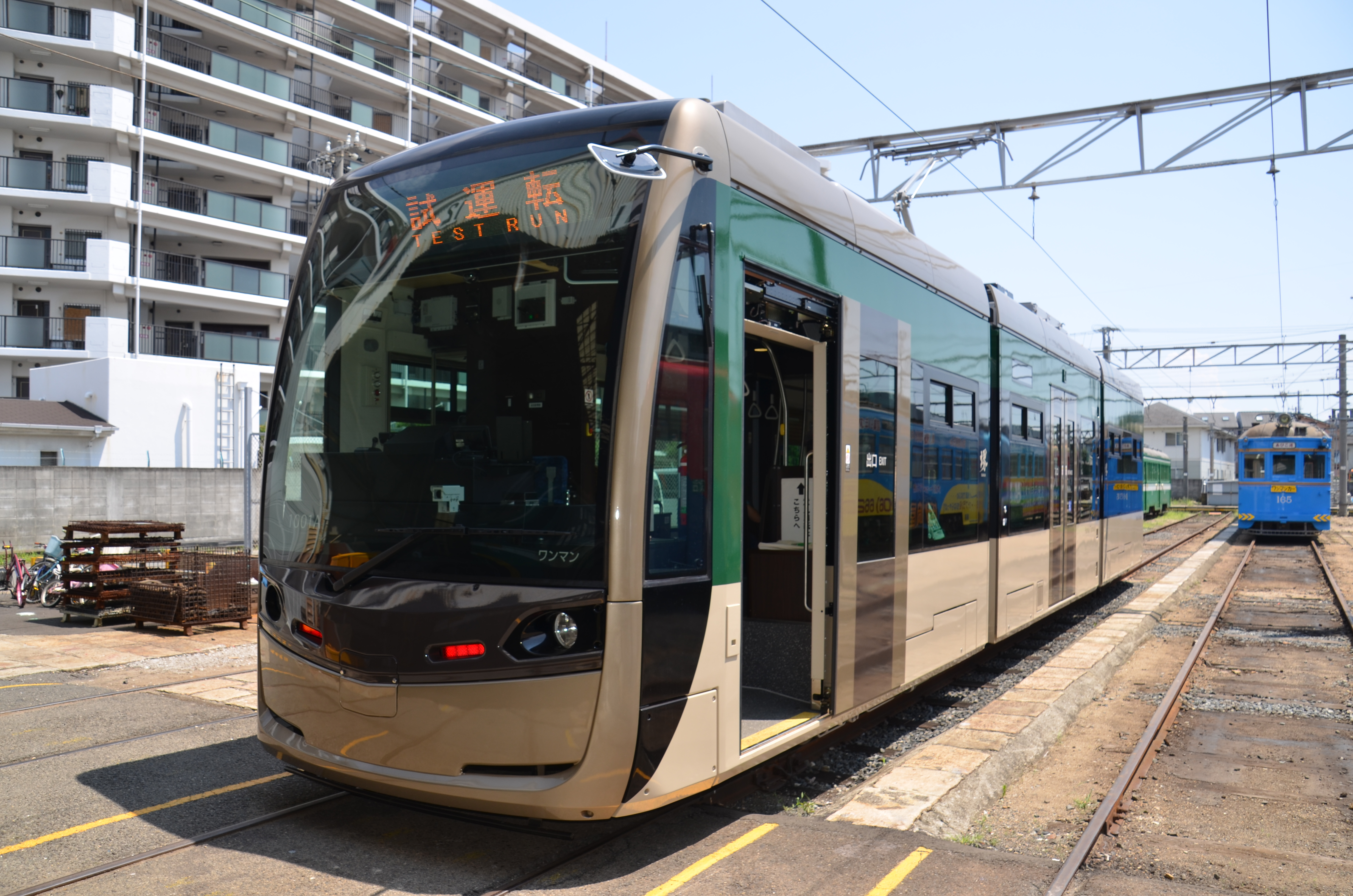
1001形 堺トラム（大和川車両区にて）

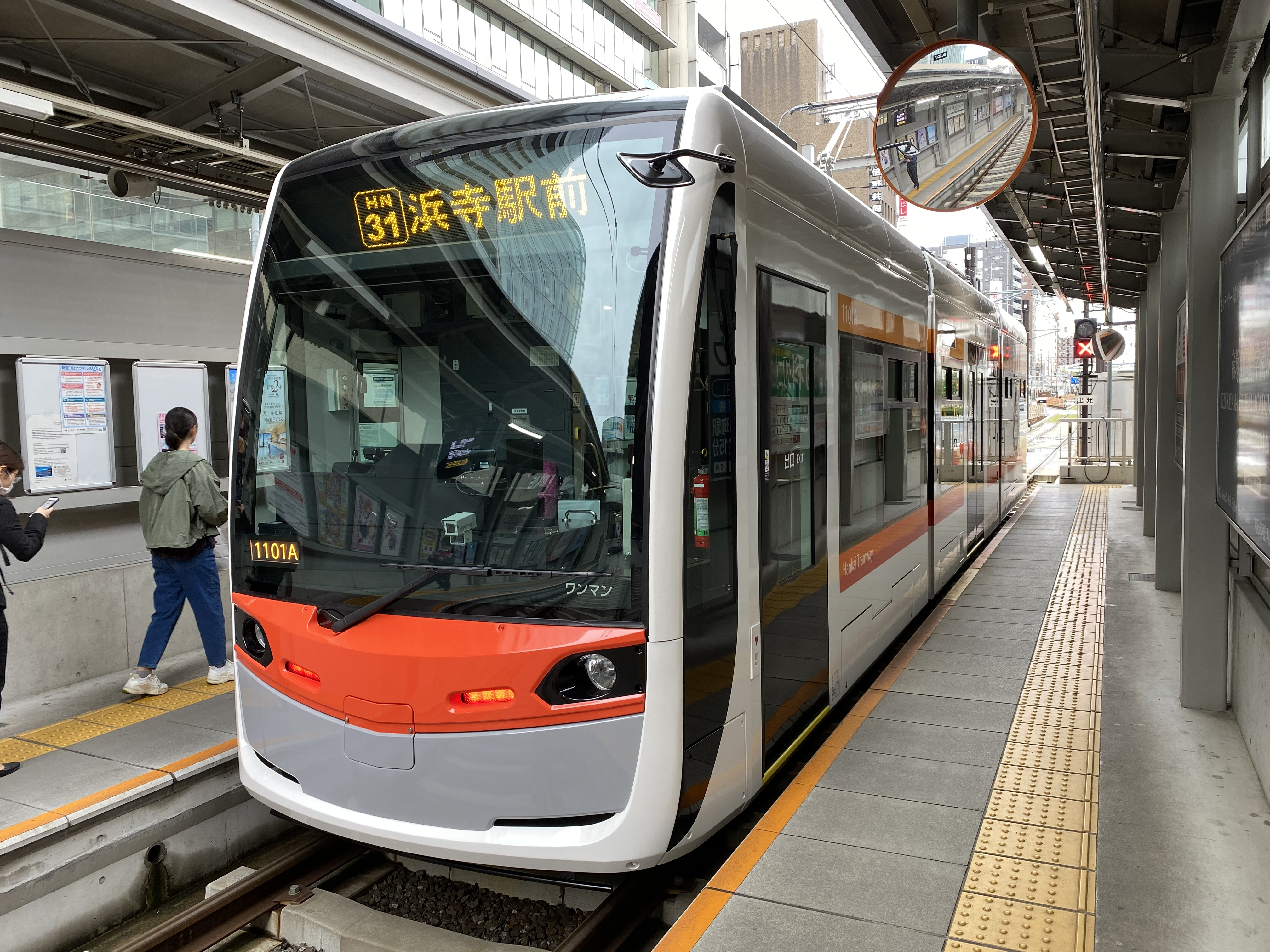
1101形（天王寺駅前停留所にて）

2020年4月現在、営業用の車両についてはすべてモ101形から続く車体長14mの大型車両を採用している。また、廃止になった平野線を含め、専用軌道区間が多いこと、阪堺線は南海線と併走しており、競合していたなどの事情から、各地でカルダン駆動方式や間接制御などを用いた高性能な路面電車が登場する1950年代までは類を見ない高性能車両が揃っていた。なお、このうちモ501形は登場当時の駆動装置を採用したまま現存する唯一の「和製PCCカー」であり、他社・他局で導入当時多数を占めた在来車に合わせて旧型機器の流用などで性能を低めた改造を行った事例とは対照的である。一方でこれらの高性能車が多数を占める中で、京都市内で運行されていた汎用的な旧型機器車である旧京都市電1800形を在来中型車の置き換え用として中古購入するも、望まれる性能が不足していたことから早々に引退を余儀なくされている。
上述する事情から他社局では2025年現在も多数存在する直接制御車は1990年代までに改造・廃車で全廃されたものの、VVVFインバータ制御車などの路面電車の技術革新が再開して以降の新機軸においては導入が遅れた。また長らく1ステップまたは2ステップの車両しか在籍しておらず、超低床電車の導入は諸般の事情により見送られていたが、2013年8月に堺市の補助により1001形「堺トラム」が導入された。2020年3月からは増備車の1101形も導入されている。
非冷房車であるモ161形は夏期（6月後半 - 9月末）の運行は原則的に行われず、2013年まで平日朝ラッシュ時の阪堺線系統（恵美須町 - 我孫子道間）の1往復のみに限定して運行されていたが、前述の「堺トラム」投入により冷房車が充足したため、2014年以降夏季は完全に予備車扱いとなった（詳細は「モ161形の運用」を参照）。

### 塗装
阪堺電気軌道では広告塗装を施している車両が多い。広告塗装を施す車両は、主にモ701形とモ601形が多いが、モ501形とモ351形にも広告塗装車がある。
モ161形は、2010年からリバイバルカラーの復活と称した復刻塗装が行われており、モ164号が1986年頃に緑地に黄色帯正面V字の塗装を同年10月に2週間限定で復刻（通称ビークル・スター） した後、前面のV字を消した緑地の黄色帯塗装となっていた。その後、モ166・164号は、2014年にモ161形登場時の塗装とされている茶色に変更された。広告塗装は、2014年10月現在、存在しない。
モ701形・モ601形用の新型車用の標準塗装としては、白地にベージュと茶色の帯。さらに旧型車用には、南海時代からの「雲電車」と呼ばれる塗装がある。雲電車は元々立石電機（現在のオムロン）の広告塗装で、かつてはブルー・グリーン・オレンジ・イエローの4色（ただしイエローは立石電機の広告車では無く、広告主企業の倒産による応急処置であり、ごく短期で消滅）があり、車体側面上部に企業名「サイバネーションのOMRON立石電機」、車体側面中央部にメッセージが小さく入っていた。
平成20年代以降、雲電車はモ501形のオレンジとイエローの塗装が、モ161形とモ351形にブルーの塗装が、モ161形164号にグリーンの塗装が復活した。以降も広告塗装を施すなどで不定期にこれらの塗装は消滅と実装を繰り返している。これらの色は以下のような使い分けをしている。
- ブルー…ワンマン専用車で旧式車体の塗装（モ161形のモ169 - 175とモ301形）であったが、モ164号、モ168号、モ351号、モ352号などで復刻された。
- オレンジ…ワンマン専用車で新製車体（モ351形・モ501形の一部）
- グリーン…ワンマン・ツーマン両対応車（モ161形の一部）、ただし復刻時は全保有車がワンマン車である。

南海運営時代までは上半分をクリーム色・下半分をダークグリーンに、正面を金太郎塗りした塗装が主力であったが、モ351形以前の車両を中心に、1985年より阪堺ライトグリーンに窓上・窓下に白帯を入れる標準塗装が実装され、広告を施されていない車両の塗装とされた。モ701形・モ601形においても新型車用ではなくこの塗装を施された車両が存在した。
2013年から運行しているモ1001形「堺トラム」は、公募により塗装を決定している。導入予定の3編成すべてが異なるカラーリングを採用する予定であり、最初に導入された1001号は白地・薄金地に深緑を基調としたカラーリングで、塗装そのものに「茶ちゃ」、次に導入された紫を基調とした1002号は「紫おん」、その次に導入された青を基調とした1003号は「青らん」の名が付けられた。なお、1001形より後に導入された1101形ではファインレッドとブライトンオレンジの2色を使用した新塗装が導入された。
現在は広告塗装となっているものが大半であり、旧型車両はリバイバルカラー化などが進んでいる。前述の金太郎塗りもモ501形・モ161形で復刻される一方、新型車用の標準塗装はゼロ、さらに現在は車庫に留置されている事業用車両も旧南海塗装などに塗り替えられており、緑に白帯の標準塗装を施している車両も2025年現在現存しない（保存車としてはモ172が唯一現存する同塗装の施行車として保存されている）。今後は、161・351・501形は雲塗装、601・701形は登場時の新車色を標準色とすることになった。
2014年10月からは、モ161形164号が、NHK朝の連続テレビ小説「マッサン」のラッピング広告電車となっていた。2016年9月30日からは166号が「HELLO KITTY LOVES すみよし」のラッピング電車に、11月1日からは164号がアニメ「文豪ストレイドッグス」のラッピング電車になっていた。

### 現有車両
- モ161 4両（旧・電5形、モ161, 162, 164, 166） - 一部旧塗装・非冷房。モ164、166は2025年現在休車状態。
- モ351 4両（モ351, 353 - 355）
- モ501 5両（モ501 - 505）
- モ601 7両（モ601 - 607）
- モ701 11両（モ701- 711）
- 1001形（堺トラム[28]） 3車体連接車 3両(1001 - 1003)
- 1101形 3車体連接車 1両(1101)

### 過去の車両
- 電1形
- 電2形
- モ101
- モ121 10両（モ121 - 130）- 元大阪市電1601形
- モ151
- モ201
- モ205
- モ251 6両（モ251 - 256）- 元京都市電1800形。モ256が我孫子道車庫にて保管中
- モ301 7両（モ301 - 307）
- デト11 - 我孫子道車庫入換車（無番号）として現存

### 車両数の変遷
| 年         | モ121 | モ151 | モ161 | モ205 | モ251 | モ301 | モ351 | モ501 | モ601 | モ701  | 合計（冷房車） |
| ---------- | ----- | ----- | ----- | ----- | ----- | ----- | ----- | ----- | ----- | ------ | -------------- |
| 1978       | 10    | 4     | 15    | 36    |       | 7     | 5     | 5     |       |        | 82(0)          |
| 1982       | 10    | 4     | 15    | 3     | 6     | 7     | 5     | 5     |       |        | 55(0)          |
| 1983       | 10    | 4     | 15    | 3     | 6     | 7     | 5     | 5     |       |        | 55(0)          |
| 1984       | 10    | 4     | 15    | 3     | 6     | 7     | 5     | 5     |       |        | 55(0)          |
| 1985       | 10    | 4     | 15    | 3     | 6     | 7     | 5     | 5     |       |        | 55(0)          |
| 1986       | 10    | 4     | 15    | 3     | 6     | 7     | 5     | 5(4)  |       |        | 55(4)          |
| 1987       | 10    | 4     | 15    | 3     | 6     | 7     | 5(3)  | 5(5)  |       |        | 55(8)          |
| 1988       | 10    | 3     | 15    | 3     | 6     | 7     | 5(5)  | 5(5)  |       | 1(1)   | 55(11)         |
| 1989       | 10    | 1     | 15    | 3     | 6     | 7     | 5(5)  | 5(5)  |       | 3(3)   | 55(13)         |
| 1990       | 10    |       | 15    | 1     | 6     | 7     | 5(5)  | 5(5)  |       | 4(4)   | 53(14)         |
| 1991       | 10    |       | 15    |       | 6     | 7     | 5(5)  | 5(5)  |       | 5(5)   | 53(15)         |
| 1992       | 9     |       | 15    |       | 5     | 7     | 5(5)  | 5(5)  |       | 6(6)   | 52(16)         |
| 1993       | 9     |       | 15    |       | 4     | 7     | 5(5)  | 5(5)  |       | 7(7)   | 52(17)         |
| 1994       | 9     |       | 15    |       | 3     | 7     | 5(5)  | 5(5)  |       | 8(8)   | 52(18)         |
| 1995       | 9     |       | 15    |       | 2     | 7     | 5(5)  | 5(5)  |       | 9(9)   | 52(19)         |
| 1996       | 9     |       | 15    |       |       | 7     | 5(5)  | 5(5)  |       | 11(11) | 52(21)         |
| 1997       | 6     |       | 15    |       |       | 7     | 5(5)  | 5(5)  | 3(3)  | 11(11) | 52(24)         |
| 1998       | 3     |       | 15    |       |       | 3     | 5(5)  | 5(5)  | 6(6)  | 11(11) | 48(27)         |
| 1999       | 2     |       | 15    |       |       | 3     | 5(5)  | 5(5)  | 7(7)  | 11(11) | 48(28)         |
| 2000       |       |       | 15    |       |       |       | 5(5)  | 5(5)  | 7(7)  | 11(11) | 43(28)         |
| 2001       |       |       | 12    |       |       |       | 5(5)  | 5(5)  | 7(7)  | 11(11) | 40(28)         |
| 2002       |       |       | 11    |       |       |       | 5(5)  | 5(5)  | 7(7)  | 11(11) | 39(28)         |
| 2003       |       |       | 11    |       |       |       | 5(5)  | 5(5)  | 7(7)  | 11(11) | 39(28)         |
| 2004- 2011 |       |       | 10    |       |       |       | 5(5)  | 5(5)  | 7(7)  | 11(11) | 38(28)         |

- 事業用車除く
- 1978年は10月1日現在、82・83年は1月1日現在、84年以降は4月1日現在
- 『私鉄車両編成表』各年版、ジェー・アール・アール